# Кучеренко Зоя Василівна
Зоя Василівна Кучере́нко (нар. 30 березня 1943, Погібі) — український мистецтвознавець; член Спілки радянських художників України з 1976 року.

## Біографія
Народилася 30 березня 1943 у селищі Погібах Сахалінської області СРСР (нині не існує). 1966 року закінчила Київський інститут театрального мистецтва, де навчалася зокрема у Абрама Драка, Миколи Йосипенка, Діни Колесникової, Неоніли Рипської.
У 1960 році працювала у Київському музеї російського мистецтва; у 1961—1963 роках — у Київському музеї театрального мистецтва; у 1964 році — науковий співробітник Дирекції художніх виставок Міністерства культури УРСР; у 1964—1994 роках — у Спілці художників України: куратор секції художників театру, кіно та телебачення; у 1965—1987 роках — старший консультант; у 1967—1979 роках — куратор секції живопису; з 1987 року — завідувач творчої секції Республіканської комісії мистецтвознавства та художньої критики; з 1992 року — референт. Одночасно протягом 1967—1968 років викладала історію українського мистецтва в культурно-освітньому училищі та у 1973—1975 роках — історію костюма в Київському інституті культури.
Живе у Києві, в будинку на вулиці Ентузіастів № 25/2, квартира № 138.

## Наукова діяльність
Написала книгу «Вадим Меллер» (1975); уклала каталоги: «Борис Рапопорт» (1979), «Вадим Меллер» (1984), «Євген Волобуєв» (1989). Брала участь у виданні книги «Нариси з історії костюмів» Костянтина Стамерова (1978). Опублікувала статті:
- «Мориц Уманский» // «Театр», 1982, № 9;
- «Співець степового краю: [Про скульптуру М. Степанова]» // «Образотворче мистецтво», 1993, № 1;
- «Незабутній Волобуєв» // «Українське мистецтво», 2012, № 7.

Брала участь в укладанні довідника «Українські радянські художники» (1972), авторка статей до Української радянської енциклопедії, енциклопедії «Мистецтво України», Енциклопедії сучасної України, Великої української енциклопедії.